# 百万街
百万街（羅馬化：Millionka），又称百万庄，是俄罗斯遠東海濱城市海參崴曾经的华人聚集地；有说因俄罗斯人认为街区内住有一百万华人而得名。街区位于海参崴火车站以北，海参崴港以东，密布三层高的欧式楼宇覆盖，间有隐蔽院落与蜿蜒小巷。在1911年顶峰时期曾有5万华人聚集于此。1936年被斯大林下令实施种族清洗，华人从此在海参崴消失:166。如今为市中心的主要文化遗址地和旅游目的地，正在转型为海参崴的休闲时尚中心:166。

## 历史

### 华社形成
在俄罗斯殖民远东前，华人便已经在海参崴活动。随着沙俄士兵于1860年来此首批定居，海参崴迅速发展为一座城市，华人人口也与日俱增，在1884年达到了3,909人:177。同年，市议会制定计划，将华人和朝鲜人驱逐隔离至城北的专门街区，计划于1892年通过，然而多数华人拒绝服从，该街区遂成为朝鲜人街区，华人则散居于城内各处。1880年代，海参崴市决议引入护照制度，然当地警力不足，华人又以互借护照蒙混过关，致使制度难以实施。海参崴警察局长在1886年指：
|  | 市警甚至对海参崴华人的大致数量仍然一无所知。永居当地的华人似有4,000—5,000，季节性居民则多达6,000。无人知晓其从何而来，到何而去，因何故来去，即便少数可知也只是道听途说而来。 |

### 隔离尝试
俄曆1899年8月29日（公历1899年9月11日），哈巴罗夫斯克军事总督尼古拉·奇查戈夫准许市议会设立专门的华人街区。被逐华人请讼于远东委员会，后者咨询内政部，内政部指市议会有权驱逐华人至特定街区，然需俄皇御准。尼古拉·奇查戈夫遂以市议会决议与总督办公室报告上书，为隔离华社之举辩护；俄皇尼古拉二世于俄历1902年10月12日（公历1902年9月29日）准许限制亚裔社群之居所。是故，市议会再于1906年决议设立华人街区:56-67，然计划因海参崴要塞司令以恐有大批外人窥探军机之名反对而作罢:63。

### 自发聚集

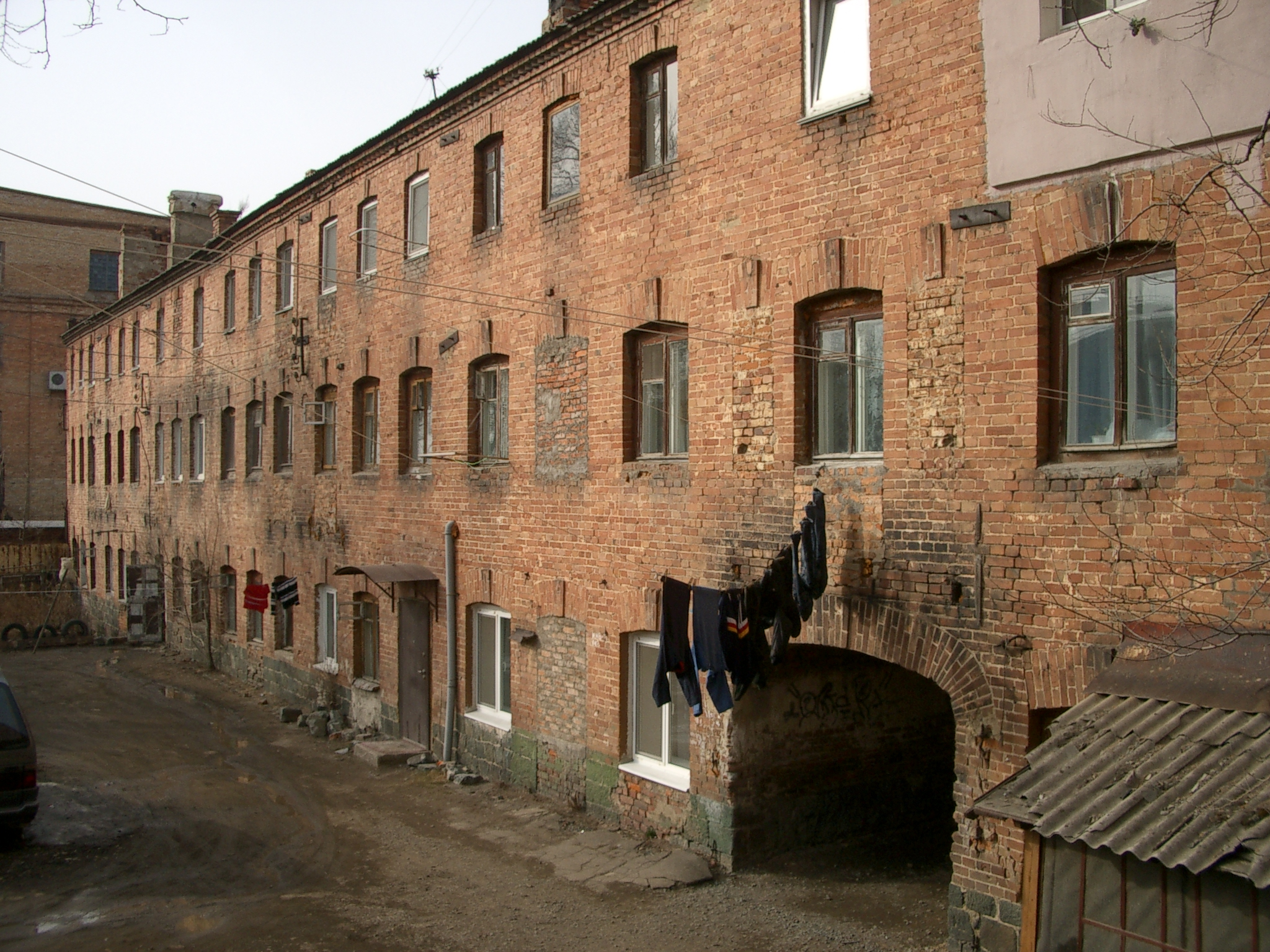
位於百万莊内烏特金街8號的李基津樓（Дом Ли Ки Зина）

1897年，海参崴华人已经有5,580人之众，逐渐聚集于第二个华人集市—谢苗诺夫集市附近。出租给中国人的住宅建于19世纪90年代，由俄罗斯土地所有者或出租土地的中国商人建造:55。自此，集市东侧形成了非官方的华人社区。到1910年代末，大部分海参崴华人聚集于谢苗诺夫斯基集市与阿穆爾灣以东、斯维特兰大街以北、阿留特街以西以及市屠宰场（今奥林匹耶茨体育综合中心）沿着拉塔里街（今乌特金斯卡亚街）北延线以南的范围内。这一区域分别为大小百万街:63；到1910年时，该地聚集的华人超过了5万人。如G·A·苏哈乔娃所言：
|  | 百万街与这个城市一起成长……1893年初，（汉族）中国移民的数量以每年10,000—11,000人的速度增长。1910—1911年，百万街有5万名居民，其中三分之一是未登记的非法移民。而4万多人没有永久地址（即固定定居地）。（其中许多人）来自满洲、山东等地。 |

### 清退关闭
1936年4月17日，联共（布）中央政治局决定清退百万街；行动于1936年5月开始，滨海边疆区内务人民委员部在百万街内搜查并逮捕无证房客、罪犯和妓院老板，将所有其他中国居民赶出街区，没收属于中国公民的所有财产:105。中国外交文件显示，从1935年下半年到1937年初，苏联政府已先后驱逐几批华人:47。1936年5月和1936年6月，由于打击犯罪和非法移民引起当地华人的恐慌，中国领事馆两次干预苏联整顿百万街的行动:105。1936年的交涉后，考虑到苏联与蒙古人民共和国签订《互助议定书》的对与中国外交关系的负面影响，联共（布）中央政治局下令当地政府避免针对中国人留下口实，并在年底前完成对百万街的清退行动:42-43。与此同时，海参崴市政当局也许诺为合法的华人居民提供替代住所:105。然而，随着中日战争在1937年升级，苏联再度恢复对亚裔人口的大规模逮捕与驱逐:47。至1930年代末，百万街便再无华人:47。苏联作家索尔仁尼琴指有63,000名华人被送往集中营并从此不知所终。
21世纪初，海参崴在修建公路时发现了有四百余名斯大林时期遭枪决杀害的死者的万人坑。俄媒报道称死者应为当年“清洗土匪街区”时遇害的中国人。

## 市民生活

### 居住条件

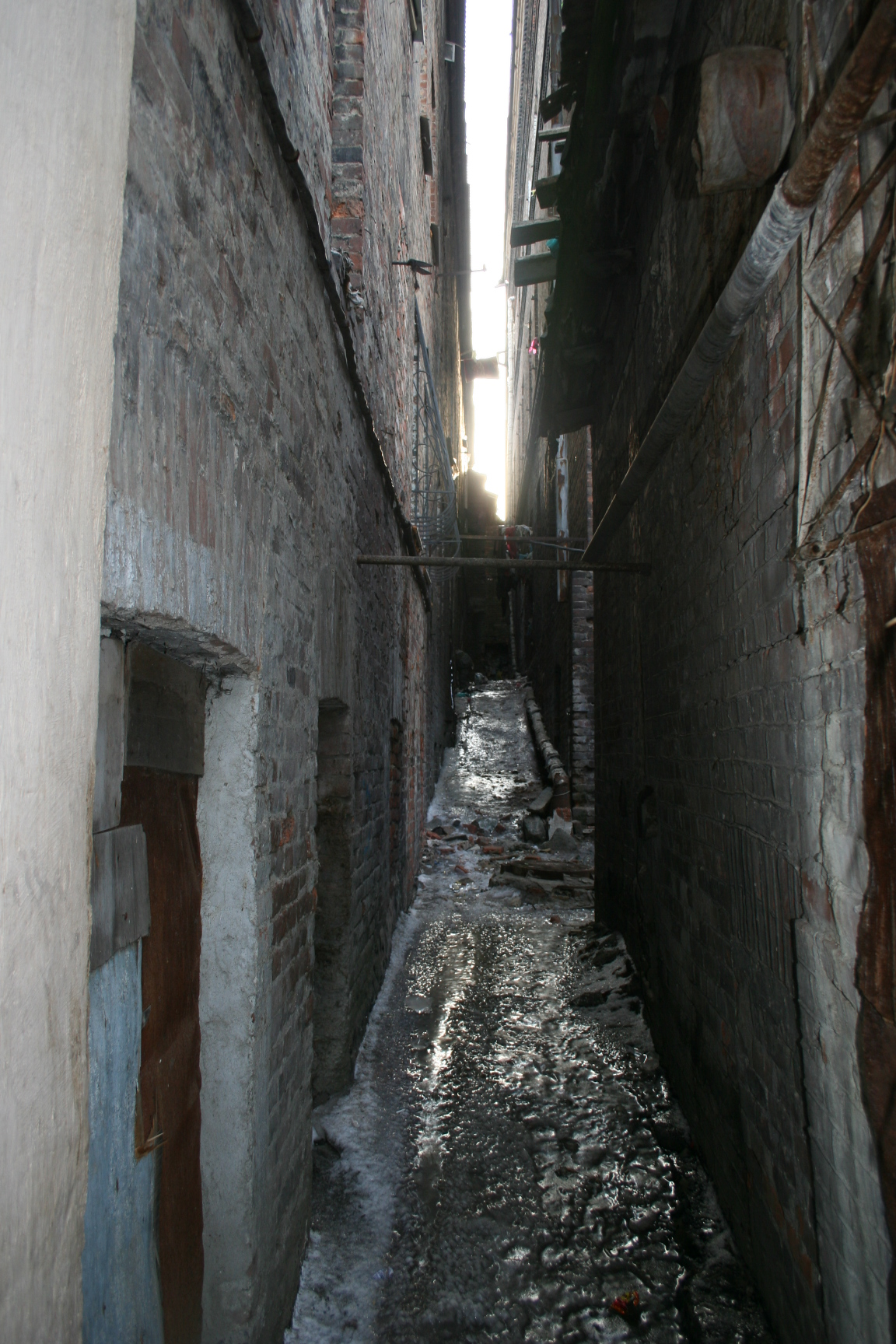
百万街的内部巷道

从19世纪90年代末到20世纪20年代初，海参崴一半的人口是亚裔，而华人是最大的亚裔群体。而83.3%在海参崴的华人都是男性，这与该市高丽人和日本人的性别基本平衡形成鲜明对比。许多在百万街的中国人只短期居住于俄罗斯，从事季节性工作。整个华人街区极其拥挤，通风条件差，卫生水平低，这常常使当地卫生部门谴责市中心的华人街区的状况。例如，仅谢苗诺夫斯基亚街5号院就有59套公寓，有300至350名租户。住在该街区的实际人数可能是官方数字的两倍。1890年霍乱疫情爆发后，当地政府描述了华人区的“极端拥挤和不可能的卫生状况”，并将城市中的华人称为对公共卫生的威胁：
|  | 成千上万疲惫不堪、肮脏不堪、衣衫不整的中国人已经占领了海参崴......并占领了所有的贸易和职业......你的房舍再干净，你的衣服再豪华，也无法使你免于霍乱。你会通过后门，通过厨房的虱子，通过廉价的厨师、保姆和奴才，被这个可怕的客人感染。 |

### 经济活动
百万街有自己的小商店、剧院、鸦片烟馆、妓院，以及走私者和小偷的藏身之处。苏联官员也经常将该街区描述为麻醉品贩运、鸦片烟馆和卖淫网络的中心，认为该地区不卫生、危险，并有巨大的火灾隐患，然后以此为借口驱逐华人居民。城市的经济在很大程度上依赖于百万街附近的中国商人和小贩所提供的服务。具体来说，华人凭借着比当地俄罗斯人更多的零售店控制着零售行业。尽管当地的俄罗斯政府经常试图将华人驱逐出城市，并限制华人活动，但这种尝试是徒劳的，因为华人仍然在城市的官方和法律机构的范围之外。据张西曼回忆，由于俄国军警无法分辨华人中的罪犯，最后只得由当地的华商总会呈请当地政府设立若干门警；后来时称狗肉将军的张宗昌即最早的门警之一，其从盗匪处金盆洗手，又从军警处学会些不标准的俄语，最后也开始包庇当地的不法产业并从中分红。布尔什维克在1922年接管该市后，新政府认为华人是“从政治角度看有害的外国人”，后又在1929年禁止自由商业企业，许多华人离开了这座城市。

### 风俗节庆
华人同时也带来了庆祝农历新年等的中国习俗；春节期间华人一连数日都不工作，起初为欧洲裔居民带来不便，后也被习以为常。庆祝春节的活动自1893年起便见诸当地各报刊，尽管1899年起政府因为临近的市医院的安宁开始禁止中国人在朝鲜大街的中国佛堂边上放鞭炮，此后华人则将放鞭炮的位置改到城市东侧，此举受到了当地警察的默许。然而到1922年，随着苏维埃接管城市，农历新年被视为“明显体现宗教内容的节日”，苏维埃政府随即开始取缔庆祝农历新年的习俗。1931年2月，联共（布）在当地的市委批准了第18号决议《就东方新年（2月中旬）进行群众性工作的计划》取缔长期以来在海参崴一直庆祝的农历新年。

## 遗迹
华人被强制流配后，海参崴的百万街成为一座鬼城，餐馆、鸦片馆、妓院再无生意，商店的招牌被拆除，仿佛华人并未在此存在过。此后的半个世纪以来，到1991年苏联解体之前，只有苏联公民居住在海参崴。然而，华人的重新回归则再度引发当地的排外情绪与种族关系紧张。2009至2010年間，疑似为大清洗中遇害华人的尸体在当地被重新发现。当时在海参崴修建公路的过程中发现了斯大林时期的万人坑。俄罗斯媒体报道称死者应是1937年“清洗土匪街区”时被杀的中国人。在其中被获准开挖的地块发现了495个带弹孔的头骨普遍认为还有更多的遇难者。这次被发现的遇难者多为25至35岁的男性。
百万街所在的街区近年被当地旅游当局冠以海参崴的“阿尔巴特”之名，高档餐厅和精品酒店林立，但從未提及老唐人街的历史。